# Estero Pingueral
Der Estero Pingueral ist ein Fluss in Chile. Er liegt in der Región del Bío-Bío etwa 400 Kilometer südlich der Hauptstadt Santiago de Chile.